# Roger Gyselinck
Roger Gyselinck (Wetteren, 17 de setembre de 1920 – Wetteren, 5 de gener de 2002) va ser un ciclista belga, que fou professional entre 1941 i 1954. En el seu palmarès destaca la Volta a Alemanya de 1950, així com diversos top-10 en diversos monuments, sent el millor resultat una tercera posició a la Lieja-Bastogne-Lieja de 1949.

## Palmarès
- 1938
  - 1r al Gran Premi Stad Sint-Niklaas
- 1946
  - 1r a Erembodegem-Terjoden
- 1948
  - 1r a Nieuwerkerken Limburg
  - 1r a Sleidinge
  - 1r al Critèrium de Zingem
  - 1r a Nieuwerkerken Aals
- 1950
  - 1r a la Volta a Alemanya i vencedor de 3 etapes

### Resultats al Tour de França
- 1947. 43è de la classificació general

### Resultats al Giro d'Itàlia
- 1953. Abandona